# Liste der Kreisstraßen im Kreis Unna
Die Liste der Kreisstraßen im Kreis Unna ist eine Auflistung der Kreisstraßen im Kreis Unna, Nordrhein-Westfalen.

## Abkürzungen
- K: Kreisstraße
- L: Landesstraße

## Liste
Die Kreisstraßen behalten die ihnen zugewiesene Nummern innerhalb von Nordrhein-Westfalen auch bei einem Wechsel in einen anderen Kreis oder in eine kreisfreie Stadt. Nicht vorhandene bzw. nicht nachgewiesene Kreisstraßen werden in Kursivdruck gekennzeichnet, ebenso Straßen und Straßenabschnitte, die unabhängig vom Grund (Herabstufung zu einer Gemeindestraße oder Höherstufung) keine Kreisstraßen mehr sind.
Der Straßenverlauf wird in der Regel von Nord nach Süd und von West nach Ost angegeben.
| Nr.   | Verlauf |
| ----- | --- |
| K 1   | (K 1 im Kreis Recklinghausen) – Kreisgrenze – Lippholthausen – Lünen – |
| K 2   | (K 2 im Kreis Recklinghausen) – Kreisgrenze – Bork – Kreisgrenze – (K 2 im Kreis Coesfeld) – Kreisgrenze – K 18 – Selm – L 835 – K 18 – Kreisgrenze – (K 2 im Kreis Coesfeld)      |
| K 3   | L 511 in Brambauer – Kreisgrenze – (K 3 in Dortmund) |
| K 4   | K 12 in Horst – K 8 – Stockum – L 507 – Kreisgrenze – (K 4 in Hamm) |
| K 5   | – Wessel – L 844 – Kreisgrenze – (K 5 im Kreis Coesfeld) |
| K 6   | in Selm – K 18 – Ondrup – Westerfelde – Kreisgrenze – (K 6 im Kreis Coesfeld) |
| K 7   | (K 7 im Kreis Coesfeld) – Kreisgrenze – K 8 in Altenbork |
| K 8   | (K 8 im Kreis Coesfeld) – Kreisgrenze – – Altenbork – K 7 – Bork – Netteberge – L 507 – L 810 – Kreisgrenze – K 8 im Kreis Coesfeld – Kreisgrenze – – Werne – K 19 – K 15 – – K 12 |
| K 9   | (K 9 in Dortmund) – Kreisgrenze – L 821 – Methler – Altenmethler – K 14 – L 654 – L 664 – Weddinghofen – Bergkamen – in Kamen                                                      |
| K 10  | (K 10 in Dortmund) – Kreisgrenze – Landskrone – K 31 – K 30 – Kreisgrenze – (K 10 in Dortmund) – Kreisgrenze – Schwerte – L 673                                                    |
| K 11  | in Hassel – L 810 in Cappenberg |
| K 12  | K 8 – K 4 – Horst – L 844 – Kreisgrenze – (K 12 in Hamm) |
| K 13  | K 14 in Niederaden – Kreisgrenze – (K 13 in Dortmund) |
| K 14  | (K 14 in Dortmund) – Lünen-Süd – L 556 – Horstmar – Niederaden – K 13 – L 821 – Altenmethler – K 9 – K 41 in Kamen                                                                 |
| K 15  | (K 15 im Kreis Coesfeld) – Kreisgrenze – Schmintrup – – K 8 in Werne |
| K 16  | in Beckinghausen – Oberaden – L 821 – Weddinghofen – Bergkamen – Overberge – K 17 – Rünthe – L 736                                                                                 |
| K 17  | K 16 – L 664 – Overberge – L 654 |
| K 18  | K 2 – Beifang – – K 6 in Selm – K 2 |
| K 19  | L 809 – Alstedde – Lünen-Nord – L 810 – Nordlünen – Wethmar – L 810 – Cappenberg – Langern – Varnhövel – – L 507 – K 8 in Werne                                                    |
| K 20  | (K 20 in Dortmund) – Kreisgrenze an einer Stelle in der Fahrbahnmitte – (K 20 in Dortmund)                                                                                         |
| K 21  | (K 21 in Dortmund) – Kreisgrenze – L 673 in Westhofen |
| K 22  | in Ergste – Bürenbruch – Kreisgrenze – (K 22 im Märkischen Kreis) |
| K 23  | L 679 in Kessebüren – K 26 – K 24 – Ostbüren – Waldemei – L 881 – L 673 in Bentrop                                                                                                 |
| K 24  | – Ostbüren – K 26 – K 23 – Hohenheide – L 673 in Fröndenberg/Ruhr |
| K 25  | (K 25 im Kreis Coesfeld) – Kreisgrenze – in Ternsche |
| K 26  | L 678 in Opherdicke – K 27 – K 28 – – Wilhelmshöhe – Landwehr – Frömern – L 679 – K 23 – K 24 in Ostbüren                                                                          |
| K 27  | K 26 in Opherdicke – Ostendorf – K 28 – L 673 |
| K 28  | in Unna – Billmerich – K 32 – K 26 – Altendorf – L 673 – K 27 in Ostendorf |
| K 29  | L 677 in Holzwickede – K 31 – L 678 in Opherdicke |
| K 30  | K 10 in Landskrone – L 677 in Hengsen |
| K 31  | L 821 in Obermassen – Holzwickede – K 32 – K 29 – K 10 in Landskrone |
| K 32  | L 677 in Holzwickede – K 31 – L 678 – Billmerich – K 26 |
| K 33  | L 881 in Stentrop – L 673 in Warmen |
| K 34  | (K 34 im Kreis Recklinghausen) – Kreisgrenze – L 654 in Brambauer |
| K 35  | (K 35 in Hamm) – Kreisgrenze – Industriegebiet in Bönen – K 35n – … – Westerbönen – L 667 – Röhrberg – L 663 – Flierich – Hemmerde – K 38 – – Vinning – L 881 in Bausenhagen       |
| K 35n | K 35 im Industriegebiet in Bönen – L 667 in Osterbönen |
| K 36  | L 665 in Heeren-Werve – K 37 – Nordlünern – |
| K 37  | L 665 in Heeren-Werve – K 36 – Mühlhausen – K 38 – |
| K 38  | L 678 in Unna – Uelzen – Mühlhausen – K 37 – K 36 – Lünern – L 881 – Westhemmerde – Hemmerde – Steinen – Kreisgrenze – (K 38 im Kreis Soest)                                       |
| K 39  | L 821 in Wasserkurl – L 663 – Afferde – L 678 in Unna |
| K 40  | (Dortmund) – Kreisgrenze – K 9 – Methler – in Kamen |
| K 41  | L 654 in Kamen – K 14 – K 40 – Westick – L 821 in Kaiserau |
| K 42  | L 654 – Rottum – Nordbögge – L 665 – Bönen – L 667 in Westerbönen |
| K 43  | L 667 – Hohaus – Kreisgrenze – (K 43 in Hamm) |
| K 44  | in Selm – L 507 in Selm |

## Quelle
- Landesvermessungsamt Nordrhein-Westfalen, Kreiskarte Nr. 17: Kreis Unna, Stadt Hamm